# Earth BioGenome Project
Earth BioGenome Project (EBP) – inicjatywa międzynarodowego zespołu naukowców, której celem jest zsekwencjonowanie, skatalogowanie i scharakteryzowanie w ciągu 10 lat genomów wszystkich opisanych naukowo gatunków organizmów eukariotycznych na Ziemi. Wyniki EBP będą informować o szerokim zakresie głównych problemów, przed którymi stoi ludzkość, takich jak m.in. wpływ zmian klimatu na różnorodność biologiczną, zachowanie zagrożonych gatunków i ekosystemów. Inicjatywa ta stworzy bazę danych biologicznych – otwarte cyfrowe repozytorium informacji genomicznej, która stanowić będzie platformę do badań naukowych i będzie wspierać inicjatywy związane ze środowiskiem i jego ochroną. 
Artykuł naukowy przedstawiający wizję projektu został opublikowany w PNAS w kwietniu 2018, a oficjalne uruchomienie projektu nastąpiło 1 listopada 2018 w Londynie. Zespołowi przewodniczą: profesor Harris A. Lewin z Uniwersytetu Kalifornijskiego, Gene E. Robinson z Uniwersytetu Illinois i W. John Kress z Instytutu Smithsona – inicjatorzy projektu. Pomysł takiego projektu po raz pierwszy pojawił się w 2015 na spotkaniu zorganizowanym przez Lewina, Robinsona i Kressa. Postęp technologiczny w dziedzinie wysokowydajnych obliczeń, przechowywania danych i bioinformatyki umożliwia odczyt i interpretację dziesiątek tysięcy genomów każdego roku przez instytucje partnerskie na całym świecie, co sprawia, że projekt jest wykonalny.
EBP zakłada zsekwencjonowanie genomów ok. 1,5 mln znanych gatunków eukariotów (wszystkie rośliny, zwierzęta, Protozoa i grzyby).
Prace będą realizowane w trzech fazach. Pierwsza faza, szacowana na trzy lata, obejmie przynajmniej jednego reprezentanta każdej z ok. 9000 znanych rodzin. Inicjatorzy szacują, że całkowity koszt projektu wyniesie 4,7 mld USD, a przedsięwzięcie przyczyni się do zrozumienia biologii, ewolucji i organizacji życia na Ziemi, wzmocni wysiłki na rzecz ochrony, pomocy w ochronie i przywracaniu różnorodności biologicznej, a także ułatwi odkrywanie gatunków dotychczas nieznanych nauce. Ponadto, zebrane genomy będą przydatne do klasyfikacji istniejących i nowych gatunków oraz identyfikacji zmian genetycznych związanych ze specjalistycznymi cechami w określonych liniach rozwojowych.
Administrowanie projektem powierzono centrum w Uniwersytecie Kalifornijskim w Davis (UC Davis Genome Center).